# خوان كارلوس سالغادو
خوان كارلوس سالغادو (بالإسبانية: Juan Carlos Salgado)‏ مواليد 20 ديسمبر 1984 في مدينة مكسيكو، المكسيك، هو ملاكم محترف مكسيكي يصنف ضمن فئة الوزن الخفيف. حقق بطولة رابطة الملاكمة العالمية.

## إحصائيات
خاض خلال مسيرته 34 نزالا، فاز في 26 وتعادل في 1 وخسر في 6. فاز بالضربة القاضية في 16 نزالا.

## روابط خارجية
- خوان كارلوس سالغادو على موقع بوكس ريك (الإنجليزية) (registration required)